# 제2차 보어 전쟁
제2차 보어 전쟁은 1899년 10월 11일에 발발한 네덜란드계 보어인이 세운 트란스발 공화국 및 오렌지 자유국(Oranje Vrystaat)의 7만 연합군과 영국 45만 군대 사이의 전쟁으로, 1902년 5월 31일에 영국의 승리로 종결되었다. 영국이 승리함에 따라 트란스발 공화국과 오렌지 자유국의 영토는 최종적으로 영국의 식민지가 되었다.
위트워터스란드 골드러시는 남아프리카 공화국으로 대규모 "외국인"의 유입을 초래했으며, 대부분은 케이프 식민지에서 온 영국인이었다. 그들은 투표할 수 없었고, "환영받지 않는 방문객"으로 여겨졌기 때문에 케이프 식민지의 영국 당국에 항의했다. 1899년 6월 블룸폰테인 회의에서 협상이 실패하자, 10월에 보어의 비정규군과 민병대가 영국 식민지 정착지를 공격하면서 갈등이 시작되었다. 보어는 레이디스미스, 킴벌리, 마페킹을 포위하고 콜렌소, 매거스폰테인, 스톰버그에서 승리를 거두었다. 이후 영국군의 병력이 남아프리카로 증원되었으나 보어에 대한 공격은 성공하지 못했다.
그러나 영국의 상황은 총사령관 레드버스 불러 장군이 로버츠 경과 키치너 경으로 교체되면서 변하기 시작했다. 그들은 18만 명의 원정군을 이끌고 1900년 초에 포위된 도시들을 구출하고 보어 공화국을 침공했다. 보어군은 그들이 이처럼 대규모 군대에 저항할 수 없음을 인식하고, 영국군이 양 공화국과 그 수도인 프리토리아와 블룸폰테인을 점령하도록 하면서 전면전을 피했다. 남아프리카 공화국의 대통령인 폴 크뤼거를 포함한 보어 정치인들은 도망가거나 숨어버렸다. 대영제국은 1900년에 두 공화국을 공식적으로 병합했다. 영국에서는 솔즈베리 경이 이끄는 보수당 내각이 영국군의 성공을 이용해 조기 총선을 실시했는데, 당시 관찰자들은 이를 "카키 선거"라고 불렀다. 그러나 보어 전사들은 산으로 숨어들어 게릴라전을 시작했으며, 이들은 "비터렌더스"로 알려지게 되었다. 루이 부어타, 얀 스뮈츠, 크리스티안 데 베트, 쿠스 데 라 레이와 같은 장군들이 이끄는 보어 게릴라군은 2년 동안 기습 공격과 매복을 통해 영국군을 상대로 전투를 벌였다.
게릴라 전술에 익숙하지 않았고 민간인들 사이에서 게릴라에 대한 광범위한 지원이 있었기 때문에 영국은 게릴라 전쟁을 제압하는 데 어려움을 겪었다. 게릴라를 제압하는 데 실패하자, 영국 고위 지휘부는 대규모 다각적 반란 진압 작전의 일환으로 초토화 정책을 명령했다. 점령된 공화국들을 사실상 분할하는 그물망, 요새, 방어 지점, 철조망 네트워크가 건설되었다. 10만 명 이상의 보어 민간인, 주로 여성과 아이들이 강제로 강제 수용소로 이송되었으며, 이 중 26,000명이 주로 기아와 질병으로 사망했다. 흑인 아프리카인들도 보어군에 물자를 공급하지 못하도록 강제 수용소에 감금되었고, 이 중 20,000명이 사망했다.  영국 기병은 게릴라를 추적하기 위해 배치되었고, 소규모 전투가 벌어졌다. 양측의 전투원 중 전투에서 사망한 사람은 거의 없었으며, 대부분의 사상자는 질병으로 사망했다. 키치너는 남은 보어 지도자들에게 관대한 항복 조건을 제시해 갈등을 끝내려 했고, 강제 수용소에 있는 동료 보어인들의 석방을 보장받기 위해 대부분의 보어 지휘관들은 영국의 조건을 받아들여 1902년 5월 베르니이헝 조약을 통해 항복했다. 이전의 공화국들은 트란스발 식민지와 오렌지강 식민지로 대체되었고, 1910년 이들은 나탈 식민지 및 케이프 식민지와 통합되어 자치령인 남아프리카 연방을 형성하게 되었다.
영국의 원정 작전은 케이프 식민지, 나탈, 로디지아 등 식민지 군대와 전 세계 대영제국에서 온 많은 자원봉사자들의 도움을 크게 받았다. 특히 오스트레일리아, 캐나다, 인도 제국, 뉴질랜드에서 많은 자원병들이 참여했다. 흑인 아프리카인들도 영국의 전쟁 노력에 점점 더 많이 기여했다. 국제 여론은 보어인들에게 동정적이었고 영국에 적대적이었다. 심지어 영국 내에서도 전쟁에 대한 상당한 반대가 있었다. 그 결과, 보어의 대의는 독일 제국, 미국, 러시아 제국과 같은 중립국뿐만 아니라 오스트레일리아나 아일랜드 자유국과 같은 대영제국 내 일부 지역에서도 수천 명의 자원병을 끌어들였다. 일부는 이 전쟁을 통해 대영제국의 세계적 지배력이 불가침하다는 인식에 의문을 제기하기 시작했다고 본다. 이는 전쟁이 예기치 않게 장기화되었고 영국이 예상치 못한 손실을 겪었기 때문이다. 1901년 1월에는 민간인과 전쟁 포로 학살 등 전쟁 중 영국이 저지른 전쟁 범죄에 대한 재판이 열렸다.

## 같이 보기
- 남아프리카 공화국의 역사